# Julen Agirrezabala
Julen Agirrezabala Astúlez (San Sebastián, 26 december 2000) is een Spaans voetballer die als doelman speelt. Hij stroomde in 2022 door vanuit de jeugd van Athletic Bilbao. 

## Clubcarrière

### Jeugd
Agirrezabala speelde in de jeugd voor Touring KE en Antiguoko, voordat hij in 2018 terechtkwam in de jeugdopleiding van Athletic Bilbao. Op 18 juli 2020 maakte hij zijn debut voor CD Baskonia, wat wordt beschouwd als derde team van Athletic. Het was zijn enige wedstrijd voor Baskonia, voor hij in de zomer van 2020 doorstroomde naar Bilbao Athletic, dat uitkwam in de Segunda División B. Daar speelde hij in twee seizoenen 41 wedstrijden voor.

### Athletic Bilbao
In de zomer van 2021 maakte Agirrezabala de overstap naar het eerste elftal, waarvoor hij op 16 augustus 2021 tegen Elche zijn debuut maakte. Door blessure van eerste doelman Unai Simón kwam hij dat seizoen tot vier competitiewedstrijden. Wel was hij de bekerdoelman en haalde hij de halve finale van de Copa del Rey, waarin hij onder meer FC Barcelona en Real Madrid versloeg. Valencia was vervolgens in de halve finale te sterk. Het jaar erop haalde hij opnieuw de halve finale, maar opnieuw strandde het schip voortijdig doordat Osasuna te sterk was. De derde keer was scheepsrecht, want in het seizoen 2023/24 was Agirrezabala opnieuw bekerdoelman en bereikte hij de finale, nadat onder meer Atlético Madrid en Barcelona verslagen werd. In de finale werd RCD Mallorca na strafschoppen verslagen. Agirrezabala stopte één strafschop en zag een andere gemist worden.

## Clubstatistieken
| Seizoen     | Club            | Competitie       | Competitie | Competitie | Beker | Beker | Internationaal | Internationaal | Totaal | Totaal |
| Seizoen     | Club            | Competitie       | Wed.       | Dlp.       | Wed.  | Dlp.  | Wed.           | Dlp.           | Wed.   | Dlp.   |
| ----------- | --------------- | ---------------- | ---------- | ---------- | ----- | ----- | -------------- | -------------- | ------ | ------ |
| 2020/21     | Bilbao Athletic | Segunda B        | 14         | 0          | –     | –     | –              | –              | 14     | 0      |
| 2021/22     | Bilbao Athletic | Primera RFEF     | 27         | 0          | –     | –     | –              | –              | 27     | 0      |
| 2021/22     | Athletic Bilbao | Primera División | 4          | 0          | 5     | 0     | –              | –              | 9      | 0      |
| 2022/23     | Athletic Bilbao | Primera División | 8          | 0          | 7     | 0     | –              | –              | 15     | 0      |
| 2023/24     | Athletic Bilbao | Primera División | 4          | 0          | 8     | 0     | –              | –              | 12     | 0      |
| 2024/25     | Athletic Bilbao | Primera División | 14         | 0          | 2     | 0     | 7              | 0              | 23     | 0      |
| Club totaal | Club totaal     | Club totaal      | 179        | 0          | 12    | 0     | 0              | 0              | 191    | 0      |

Bijgewerkt t/m 7 februari 2025. 

## Interlandcarrière
Agirrezabala speelde acht interlands voor Spanje onder 21, waaronder één wedstrijd op het EK onder 21 van 2023, waarin Spanje tot de finale kwam, maar verloor.